# Аветисян, Сиран Гайковна
Сиран Гайковна Аветисян (арм. Սիրան Հայկի Ավետիսյան; род. 18 апреля 1984, Степанакерт) — армянский юрист, политический деятель непризнанной Нагорно-Карабахской Республики (НКР). Министр юстиции НКР (4 июня — 12 ноября 2020 года). Член партии «Единая Родина».

## Биография
Родилась 18 апреля 1984 года в Степанакерте.
Окончила юридический факультет Арцахского государственного университета в 2006 году.
В 2006 году стала учителем права в средней школе № 11 Степанакерта, параллельно преподавая в Университете имени Месроп Маштоца.
1 июля 2008 года начала работать помощником судьи Верховного суда Республики Армения. С 2010 по 2017 года — заведующая отделом управления и организации кадрами аппарата судебного департамента Армении. После этого, с 2017 по 2020 год являлась заместителем министра юстиции Армении.
4 июня 2020 года Президента Арцаха Араик Арутюнян назначил Аветисян министром юстиции непризнанной республики. 12 ноября 2020 года, вместе с тремя другими членами партии «Единая Родина», она подала в отставку со своего поста.